# Ralph Knott
Ralph Knott FRIBA (3 de mayo de 1878 - 25 de enero de 1929) fue un arquitecto británico autor de la construcción del edificio del Salón Condal de 6 plantas en estilo barroco eduardino para el Concejo Condal de Londres.

## Biografía
Knott provenía de Chelsea y era hijo de un sastre. Después de su paso por la Escuela de Londres fue presentado a Wood y Ainslie, dos arquitectos. También aprendió el aguafuerte en la Asociación Arquitectónica y cuando sus artículos acabaron, se unió a Sir Aston Webb. Webb era un participante entusiasmado en competiciones de arquitectura y la habilidad del aguafuerte de Knott les hizo ganar. Utilizó el aguafuerte que llevó a Webb a ganar la competición para el monumento conmemorativo para la Reina Victoria fuera del Palacio de Buckingham. 
En 1908 Knott estableció su propio bufete junto con E. Stone Collins. El primer encargo de relevancia que les fue encargado fue para las oficinas del Concejo Condal de Londres. A pesar de que muchos nombres de renombre participaron, Knott ganó a la edad de 29. Su diseño fue alterado significantemente antes de que empezara la construcción, incluyendo el traslado de la terraza semicircular familiar al lado del río del edificio. La construcción se detuvo con motivo de la Primera Guerra Mundial, durante la cual Knott trabajó en diseños para las bases de la Royal Air Force, completándose prácticamente en 1922 (excepto el tercio norte).
Tras la inauguración del Salón Condal, Knott construyó algunas casas destacables, como Casa Dundonald (la residencia del portavoz del Parlamento de Irlanda del Norte) y dos bloques de oficinas departamentales en Belfast. Había comenzado la obra de la última parte del Salón Condal en 1928, pero siguió todavía incompleto tras su muerte.
- Datos: Q7287756
- Multimedia: Ralph Knott / Q7287756